# Ondskan
För andra betydelser, se Ondskan (olika betydelser).
Ondskan är en roman från 1981 av Jan Guillou. Boken är enligt egen utsago delvis självbiografisk.
Den är en av titlarna i boken Tusen svenska klassiker (2009).

## Handling
Huvudpersonen Erik Ponti, som har drag av bokens författare, växer upp i 1950-talets Stockholm med sin sadistiske styvfar som slår honom nästan varje dag. Eriks mor är för rädd för att opponera sig och hans sexårige halvbror drar nytta av honom. I skolan är Erik den farligaste eleven då han går med i ett skolgäng. Erik lever med våld i skolan och börjar känna sympati och medlidande mot dem han slår, när hans liv rasar samman på grund av skolgängets kriminella verksamhet. Erik blir relegerad från sin skola och börjar på internatskolan Stjärnsberg, som löst har Solbacka som verklig förlaga och även omnämns i Tjuvarnas marknad.
På Stjärnsberg har de så kallad kamratuppfostran och Erik är fast besluten om att skapa ett nytt liv utan våld men de äldre elevernas dåliga behandling av de yngre eleverna på skolan sätter stopp för det. Erik hamnar i en ond spiral av ökande våld och psykisk misshandel framför näsan på intet ont anande lärare och elever. Näsor blir slitna, hot yttras, hinkar med avföring kastas runt och Erik tillbringar även en kall vinternatt dyblöt och fastbunden på marken. Hans vän och rumskompis Pierre Tanguy gör djupgående analyser av ondskan, om motståndets vikt och om olika stridsmetoder. Erik utvecklar också en förbjuden relation med skolkocken Marja från Finland och vinner även olika idrottstroféer.
Erik kastas sedan ut ur skolans simlag som ett försök att få honom att lyda order och han börjar tvångsmässigt träna tyngdlyftning för att ge utlopp för sin frustration. När Pierre plötsligt lämnar skolan på grund av allvarliga övergrepp på honom som straff av Erik, tar Erik till drastiska åtgärder. I förklädnad i mörkret ger han sig på de ansvariga för Pierres förflyttning när han hittar dem ensamma. Marja skickar honom ett kärleksbrev som de äldre eleverna konfiskerar och använder som bevis för att få honom relegerad. Men med hjälp av Eriks familjeadvokat Ekengren hotar Erik med juridiska åtgärder för förverkandet av hans brev och han får därmed avsluta sin sista skoltermin ifred. Före avslutningen spårar Erik upp sin främste plågoande, Otto Silverhielm, ordförande i elevernas skolråd, när han är ensam i skogen och Erik skrämmer honom till hysteri.
Efteråt slutförde Erik sin grundutbildning med högsta möjliga betyg, utom för uppförande och beteende. Boken slutar med att han återvänder hem till Stockholm för att ta itu med sin elaka fader, en gång för alla. 

## Om boken
I samband med att boken filmatiserades 2003, debatterades romanens överensstämmande med verkligheten i pressen; en detalj är att ett av bokens huvudteman är Erik Pontis framgångar i simtävlingar, trots att Solbacka inte ens hade någon simbassäng. Ingenstans i boken står det dock att allt skulle vara sant. Guillou har själv sagt att vissa saker är sanna (de saker som betyder något) och andra inte, till exempel simningen. I Guillous bok "Äkta amerikanska jeans" beskrivs Solbacka utan simbassäng och han träffar här "Erik Ponti" som står upp mot förtrycket till skillnad mot huvudpersonen i den boken. Guillou har i intervjuer i samband med boksläppet 2016 också förtydligat att hans böcker, till skillnad mot hans journalistik, visserligen bygger på personliga minnen, men ju är fiktion och självklart både kryddats och fyllts ut med fantasi, för att kunna skapa en god berättelse.
Benny Haag har gjort en teaterpjäs baserad på boken.
Karaktärerna Erik och Pierre återkommer i Guillous senare romaner.
Klaus Eusebius Jakobsen, rektor för Danmarks äldsta internatskola Herlufsholm, har delat ut boken till alla föreståndare på skolan och ser en gång om året filmatiseringen av boken för att påminna sig själv om att motverka framväxten av en negativ skolkultur.